# Cour d'appel de Liège

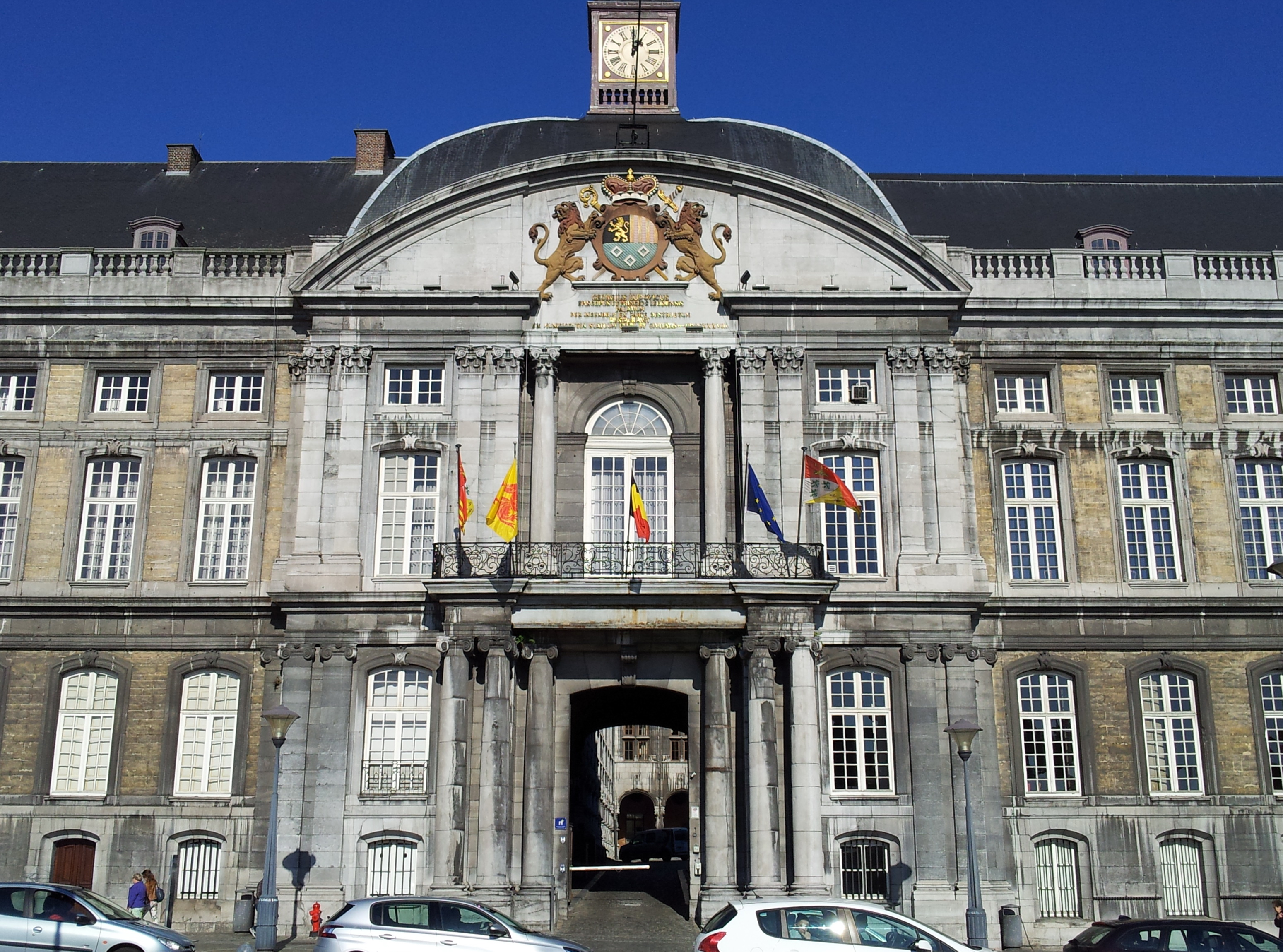
Le palais des princes-évêques qui contient la cour d'appel de Liège

La cour d'appel de Liège est l'une des cinq cours d'appel de Belgique. L'appel permet de rejuger l'affaire tranchée en première instance, tant en fait qu'en droit. Elle offre donc aux parties deux degrés de juridiction. L'appel peut être formé contre les décisions rendues en première instance par les tribunaux sauf exceptions et tempéraments. La compétence de la cour d'appel de Liège s'apprécie en fonction de la localisation (ratione loci, compétences territoriales) et de la matière traitée (ratione materiae). La cour d'appel s'inscrit dans l'organisation judiciaire pyramidale.
Elle connaît des affaires jugées par les tribunaux de son ressort qui s'étend sur les provinces de Liège, Namur et Luxembourg.
Elle connaît de l'usage du français et de l'allemand. Son ressort est en superficie le plus grand de Belgique.
La cour d'appel est exclusivement compétente pour juger les ministres wallons et germanophones pour les infractions qu'ils auraient commises dans l'exercice de leur fonction ou qui sont jugées pendant l'exercice de leur fonction.

## Localisation
La cour d'appel de Liège siège dans le palais des princes-évêques de Liège situé au numéro 16 de la place Saint-Lambert.

## Compétence

### Ressort (compétence ratione loci)
Le ressort de la cour d'appel de Liège « comprend les provinces de Liège, Namur et Luxembourg ».

### Compétences ratione materiae
La cour d'appel de Liège est composée, tout comme les quatre autres cours d'appel du Royaume, de « chambres civiles, de chambres correctionnelles, de chambres de la jeunesse, de chambre de familles et parmi ces dernières de chambres de règlement à l'amiable ». En outre, elle traite les recours prévus dans certaines lois spéciales et dispose également de compétences administratives. Enfin elle dispose de compétences exclusives. En effet l'appel des décisions suivantes lui est exclusivement dévolue :
- les décisions du conseil des prises[9] ;
- les décisions rendues par les consuls belges à l'étranger[10] ;
- les décisions rendues en matière électorale par le collège des bourgmestres et échevins et par les bureaux principaux[11] ;
- Enfin, elle est exclusivement compétente pour statuer sur la responsabilité pénale des ministres[12].

## Composition

### Du siège[13]
La cour d'appel de Liège se compose de 74 magistrats : un premier président, 16 présidents de chambre, des conseillers effectifs et des conseillers suppléants (57).
Le titre de premier président est attribué au plus haut magistrat de la cour d'appel. Il exerce ses fonctions pendant cinq ans.
Les présidents de chambre sont titulaires d'un mandat adjoint. Ils exercent leurs fonctions pendant une période de trois ans qui peut être renouvelée.
Les conseillers effectifs et suppléants.
Le juge de la famille et de la jeunesse est titulaire d'un mandat particulier. Pour sa part il exerce sa fonction pour une période de trois ans (renouvelable après réévaluation pour une période de cinq ans).

### Du ministère public
Le procureur général près de la cour d'appel et la cour du travail dirige le parquet général. Le Parquet général est composé d'avocats généraux et de substituts du procureur général.

### Du greffe
À chaque cour d'appel est rattaché un greffe. Au terme des articles 154 et 156 du Code judiciaire, il est composé d'un greffier en chef assisté par des greffiers chef de service et des greffiers. Le greffe comprend également des employés de greffe. Tout greffe remplit deux types de mission, une mission administrative ainsi qu'une mission générale d'assistance des juges dans leurs fonctions judiciaires.

## Procédure[21]

### Au civil

#### Conditions de recevabilité de l'appel principal
- La qualité et l'intérêt (article 17 du Code judiciaire)
- Un lien d'instance entre la partie qui interjette appel (appelant) et l'intimé (la partie à l'encontre de laquelle l'appel est introduit)[22].

#### Formes de l'appel principal
L'appel principal peut être introduit de quatre façons distinctes (article 1056 du code judiciaire).

#### Délais de l'appel principal
La règle : 1 mois à dater de la signification ou de la notification de la décision attaquée.

#### Exceptions au droit d'appel
Aucune procédure d'appel ne peut être introduite à l'encontre :
- d'un arrêt rendu par la cour d'appel
- d'un arrêt rendu par la cour du travail
- d'un jugement rendu par le tribunal de première instance prononcé en degré d'appel

Ainsi qu'à l'encontre :
- de décisions qui ne sont susceptibles d'aucune voie de recours ordinaire
- de décisions à l'encontre desquelles, par application d'une disposition particulière, aucun recours ordinaire ne peut être introduit
- d'une décision dont l'enjeu financier dépasse 2 000 euros (taux de ressort, article 617 du Code judiciaire)
- d'une décision rendue par le tribunal de première instance ou du tribunal de l'entreprise dont l'enjeu financier dépasse 2 500 euros (taux de ressort, article 617 du Code judiciaire).

### Au pénal
Le ministère public, l'accusé, la partie civile, la partie civilement responsable, etc. peut introduire une procédure d'appel en matière pénale.

#### Délai
Le délai est de 15 jours dater du prononcé du jugement rendu en première instance.

#### Forme
La demande doit se faire au greffe du tribunal qui a prononcé la décision dont appel. Un arrêt de la cour d'assise ne peut pas faire l'objet d'un appel.

## Présidence
Cette question est réglée par l'article 101 §2 du code judiciaire.

### Législation
- Const., art. 156
- C. jud., art. 10, 17, 101, 143, 144, 157, 259 ter, 259 quater, 259 quinquies, §3, 602, 617, 1051, 1050 à 1072.
- Loi du 5 mai 2014, art. 11, M.B, 8 juillet 2014.
- Loi du 15 juin 1935 sur l'emploi des langues en matière judiciaire, M.B. 22 juin 1935.
- Loi du 25 juin 1998, art. 2, M.B., 27 juin 1998.

### Doctrine
- Dejoux M., « II. La procédure d'enquête ses objets, et son évolution » Presses Universitaires de France, France, 2014, p. 65-105.
- Englebert J. et Taton X. « Droit du procès civil. Volume 2 », Anthemis, Belgique, 2019, p. 533.
- Julien Maquet, L'appel à Liège. Histoire et juridiction, Liège, 21 décembre 2011 (lire en ligne)
- Smets T., « La procédure en Droit judiciaire belge », Namur, consultable sur LEGALEX Namur.
- Thion A., « VIII. Des provinces dans un Etat centralisé », la renaissance du livre, Belgique, 1975, p. 258.
- Uyttebrouck A., « Du XVe siècle à 1830 deuxième partie » la renaissance du livre, Belgique, 1975, p. 226.

### Autres
- Bernier I., « Qu'est-ce que le Saint Empire romain germanique ? », consultable sur FUTURA SCIENCES, 2019.
- Dath C., Caulier M., Mann N. et Istace J., « La justice belge est surchargée : quels sont les temps d'attente dans les différentes cour d'appel », consultable sur RTBF.BE, 2019.
- Gurickx A., « Les réformes française », consultable sur histoiresdesbelges.be.
- Naudin C. « Saint Louis IX- Roi de France (1226-1270) », consultable sur histoirepourtous.fr, 2020.
- Massart L., « candidature au poste de juge de la CPI - Modèle de Curriculum Vitae », consultable sur asp.icc.
- X., « Appel », consultable sur justice en ligne, 2018.
- X., « Cour d'appel », sur Cours & Tribunaux, 2020.
- X., « Les statistiques annuelles des cours et tribunaux », consultable sur http://www.just.fgov.be, sous la section ‘Statistiques’.
- X., « Polémique autour de la nouvelle présidente non - bilingue de la cour d'appel : la loi n'exige pas le bilinguisme », consultable sur lesoir.be, 2019.